# Variëteit (taalkunde)
Variëteit is het verschil dat optreedt tussen taalfamilies, talen, streektalen, dialecten, groepstalen en registers, zowel intern als onderling. Als een variëteit interne variatie vertoont, kunnen binnen die variëteit weer subvariëteiten worden onderscheiden, die soms als dialect of als variant worden betiteld.
Ter illustratie: de variëteit West-Germaans kent vele subvariëteiten, zoals het Nederlands, Nedersaksisch, Fries, Engels, Hoogduits, Nederduits, Limburgs. Binnen de variëteit Engels, kunnen subvariëteiten worden onderscheiden als het Brits-Engels, Australisch-Engels en het Canadees-Engels die op hun beurt ook weer allemaal subvariëteiten kennen.  